# 1266

## Догађаји
- 2. јануар – Опсада Мурсије: Краљ Ђауме I од Арагона маршира са својом војском из Орихуеле и опседа Мурсију на реци Сегури. Избијају окршаји између бранилаца и арагонских снага. Муслимански гарнизон, схвативши да су бројчано надјачани и одсечени од појачања, тражи примирје. Ђауме нуди да замоли краља Алфонса X од Кастиље да врати законска права Мурсијанаца (видети 1244) од пре побуне. Они пристају на ову понуду, али траже Алфонсов изричити пристанак, а не само обећање да ће га питати. Ђауме одбија да добије Алфонсов пристанак пре него што се град преда. Коначно, Маври предају Мурсију 31. јануара.
- 26. фебруар — Битка код Беневента (1266): Гвелфске снаге (око 12.000 људи), предвођене Карлом Анжујским, братом француског краља Луја IX, побеђују комбиновану немачку и сицилијанску војску под краљем Манфредом од Сицилије, током дуготрајне борбе за власт у Италији. Манфред заузима јаку позицију у близини Беневента. Док француска пешадија напредује, он шаље своје сараценске стрелце и лаку коњицу, која расипа Французе. Али Сарацени остају изложени француској тешкој коњици и бивају преплављени. Манфред наређује својој тешкој коњици (око 1.200 немачких плаћеничких витезова) да крене у напад, али их гвелфске снаге поражавају и трпе велике губитке. Манфред је убијен, а папа Клемент IV поставља Карла за владара Сицилије и Напуља. У међувремену, Михаило II, деспот Епира, напада Албанију и враћа земље које му је Манфред одузео.
- Јун – Завршава се Мудехарски устанак 1264–1266. Побуњеници се формално предају Алфонсу X. Они признају грешку коју су Маври из Мурсије починили против свог господара Алфонса. Представници алјаме, или општинског већа, обнављају своју оданост и понизно моле за помиловање, милост и наклоност. Овим је формално окончан устанак Мудехара у Краљевини Мурсије.
- 23. јун – Битка код Трапанија: Венецијанска флота (24 галије) предвођена адмиралом Јакопом Дондулом креће се ка Марсали и напада већу ђеновљанску флоту усидрену у Трапанију, заробљавајући све њене бродове. Око 1.200 Ђеновљана се дави, а многи су убијени. Дондуло је проглашен херојем по повратку у Венецију у јулу и изабран за генерал-капетана мора, највишу командну позицију у поморству Венеције.
- 2. јул – Споразум из Перта: Краљ Александар III од Шкотске пристаје на мировни споразум са краљем Магнусом VI од Норвешке којим се Спољни Хебриди и Острво Мен уступају Шкотској у замену за 4.000 марака. Заузврат, Александар потврђује норвешки суверенитет над острвима Шетланд и Оркни.
- 15. мај – Други баронски рат: Битка код Честерфилда: Енглеске снаге предвођене Хенријем од Алмена, сином Ричарда од Корнвола, побеђују побуњенике под командом Роберта де Ферера у мањем окршају код Честерфилда. Роберт је одведен као заробљеник у Лондон и у Парламенту Енглеске га лишава наследства. У јулу је приморан да преда земљу и Ливерпулски замак Едмунду Краучбеку, другом сину краља Хенрија III од Енглеске.
- 31. октобар – Кенилвортски диктум пружа услове мира у Другом баронском рату између присталица убијеног вође побуњеника Симона де Монфорта и Хенрија III.
- 13. децембар – Опсада Кенилворта: Енглеске снаге под командом Хенрија III освајају замак Кенилворт од преосталих побуњеника у Другом баронском рату након шестомесечне опсаде. Током опсаде, надбискуп Вилијам Френи покушава да преговара са гарнизоном, али му је одбијен улазак.
- 23. јул – Опсада Сафеда: Мамелучке снаге заузимају замак Сафед, који брани гарнизон од 1.700 људи (укључујући око 500 темплара), након шестонедељне опсаде. Султан Бајбарс обећава безбедан пролаз, али када хришћани и темплари крену ка Акри, заробљени су и обезглављени.
- 24. август – Битка код Марија: Мамелучке снаге (око 30.000 људи) предвођене Бајбарсом побеђују јерменску војску у Киликији, као одмазду за подршку монголској инвазији у Сирији. Он проширује свој домен, заузимајући град Библос (данас Либан) и важан замак Торон од крсташких држава.
- 28. октобар – Крсташка претходница је у заседи од стране египатског гарнизона Сафеда, док локални Арапи нападају крсташки логор. Тринаестогодишњем Хугу II, владару Кипра, саветовано је да се повуче и повуче уз велике губитке. У међувремену, Бајбарс походи у Галилеји и предводи муњевит препад на Триполи.
- Николо и Мафео Поло, отац и ујак Марка Пола, стижу до монголске престонице Ханбалика (данашњи Пекинг), постављајући темеље за Маркову чувену експедицију 5 година касније. Кублај-кан враћа Полове са поруком, захтевајући од папе Клемента IV да пошаље западне учењаке да предају у Монголско царство; међутим, овај захтев је углавном игнорисан.
- На територији Северне Америке, период суше (до 1299. године) почиње у региону Четири угла, окончавајући древну цивилизацију народа Пуебло.

## Смрти
- Алгу
- Андроник II Велики Комнин
- Арик Боке
- Арсеније I Сремац

- Берке-кан
- Биргер Јарл
- Маргарета Бабенберг

- Хенри III Бели

- 26. фебруар - Манфред Сицилијански, краљ Сицилије